# 1541
Năm 1541 (số La Mã: MDXLI) là một năm thường bắt đầu vào thứ bảy (liên kết sẽ hiển thị đầy đủ lịch) trong lịch Julius.

## Mất
- 22 tháng 8: Mạc Thái Tổ (sinh năm 1483)